# Yulia Kanakina
Yuliya Artyomovna Kanakina (en ruso: Юлия Артёмовна Канакина) (Krasnoyarsk, 11 de diciembre de 1995) es una deportista rusa que compite en skeleton.
Comenzó a competir a nivel internacional en 2011, y fue ascendida al equipo de la Skeleton World Cup en la temporada 2014-15. Antes de empezar con el skeleton, Kanakina era bailarina de ballet. Fue campeona del mundo junior de la IBSF en skeleton femenino en 2017 en Sigulda (Letonia), y terminó en el vigésimo sexto puesto en el Campeonato Mundial de Bobsleigh y Skeleton de ese mismo año. En 2018, Kanakina se hizo con la plata en los Campeonatos del Mundo junior, a 0,81 segundos de la atleta germano-checa Anna Fernstädt.
Hizo su primera aparición olímpica en skeleton en los Juegos Olímpicos de Pekín 2022, donde acabó en undécima posición global de la competición, con un tiempo total de 4:10,09 minutos, lo que significó 2,47 segundos más que la campeona, la alemana Hannah Neise. Sus tiempos fueron en la primera carrera 1:02,56 minutos (11.º lugar); en la segunda 1:02,95 minutos (13.er lugar); en la tercera 1:02,24 minutos (9.º lugar); y en la última 1:02,34 minutos (10.º lugar).